# زارازا، فنزويلا
زارازا، فنزويلا (بالإنجليزية: Zaraza, Guárico)‏  هي مدينة، تتبع Pedro Zaraza Municipality ‏، تبلغ مساحتها 2475 كيلومتر مربع، رمزها البريدي هو 2332.

## أعلام
- خوسيه ميلينديز